# Giorgio Carollo
Giorgio Carollo (n. 30 martie 1944, Vicenza, Italia) este un om politic italian, membru al Parlamentului European în perioada 2004-2009 din partea Italiei.